# Pedro Ignacio Wolcan Olano
Pedro Ignacio Wolcan Olano (n. Nueva Helvecia; 21 de octubre de 1953) es un obispo católico uruguayo. 
Es obispo de Tacuarembó a partir de 19 de junio de 2018.
Fue ordenado obispo en la Catedral de San Fructuoso de Tacuarembó en 12 de agosto de 2018 por monseñor Carlos María Collazzi, obispo de Mercedes.